# Jules Chatron
Pour les articles homonymes, voir Chatron.
Jules Chatron, né le 22 juillet 1831 à Lyon et mort le 27 juin 1884 à Gémenos, est un architecte français.

## Réalisations
Jules Chatron, célèbre architecte de l'orientalisme, au premier rang de la vie lyonnaise, à qui l'on doit une partie de la rue de l'Impératrice (actuellement rue Édouard-Herriot), mais aussi de l'aménagement de la section lyonnaise de l'Exposition maritime du Havre en 1868. Musicien de surcroît, Jules Chatron est connu pour ses projets ambitieux, aucun obstable ne l'arrête. Il rénove l'Eldorado, futur Théâtre Bellecour de Lyon avec Émile Guimet et construit le premier Musée des Religions à Lyon puis celui de Paris.
Il réalise les bâtiments suivants :
- le musée Guimet à Paris vers 1889 ;
- le musée Guimet à Lyon vers 1879[4] ;
- les bâtiments de l'exposition universelle de 1872 ;
- le théâtre Bellecour, qui devient le siège du journal Le Progrès, aujourd'hui occupé par la Fnac Bellecour.
- immeuble de logements, bureaux et commerces, 18 avenue Notre-Dame à Nice (06000)

Style architectural : Néo-classicisme